# Émile-Hilaire Amagat
Émile-Hilaire Amagat (Saint-Satur, 2 gennaio 1841 – Saint-Satur, 15 febbraio 1915) è stato un fisico e chimico francese.
Insegnò per molti anni (1877-1892) all'Università di Lione, poi fu esaminatore al Politecnico e divenne per meriti scientifici socio dell'Accademia francese delle scienze (1902).
A lui dobbiamo la celebre legge di Amagat e vari lavori di fisica e chimica.